# Ulrich Stücker
Ulrich Stücker (* 1966 in Wuppertal) ist ein deutscher Kommunalbeamter (parteilos) und hauptamtlicher Bürgermeister der Stadt Wiehl im Oberbergischen Kreis. 

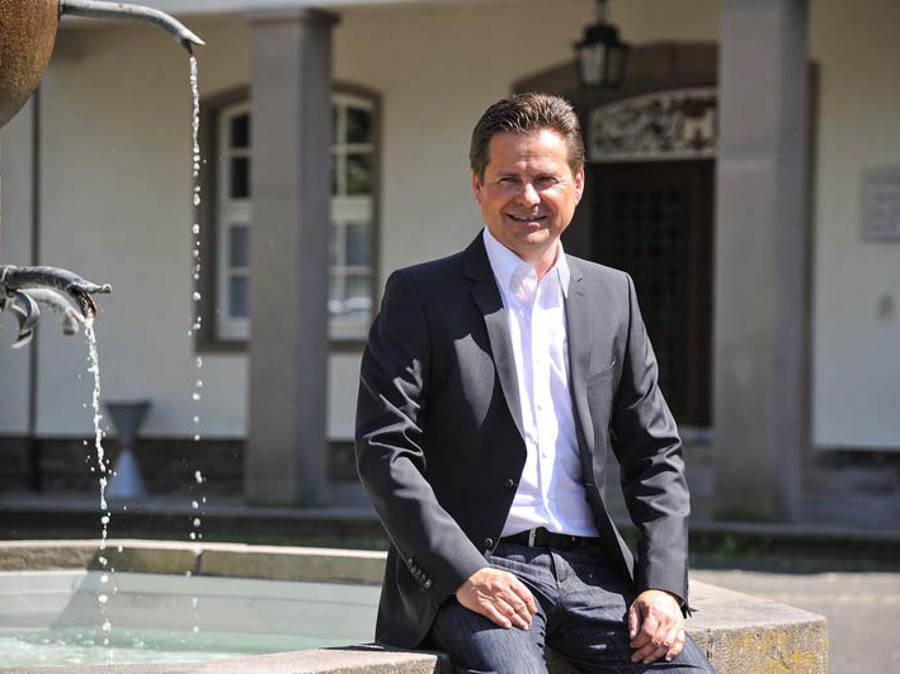
Ulrich Stücker

## Laufbahn
Stücker hat von 1987 bis 1993 Raumplanung an der Universität Dortmund studiert. Anschließend absolvierte er eine zweijährige Ausbildung für den höheren bautechnischen Verwaltungsdienst der Fachrichtung Städtebau mit Abschluss als Bauassessor. Von 1996 bis 1998 war er als Städtischer Baurat im Planungsamt der Stadt Gummersbach tätig, dessen Leiter er im Jahr 1998 wurde. 2002 wählte der Rat der Stadt Gummersbach Stücker zum Technischen Beigeordneten und erneuerte die Wahl für eine weitere Amtszeit im Jahr 2010. Zum 1. Juni 2014 wurde Stücker zum Ersten Beigeordneten und allgemeinen Vertreter des Bürgermeisters bestellt. Zudem war er von 2001 bis 2015 Geschäftsführer der Entwicklungsgesellschaft Gummersbach. Darüber hinaus steht er seit September 2014 dem Verbandsrat des Aggerverbands vor.
Bei der Kommunalwahl am 13. September 2015 trat Ulrich Stücker in Wiehl als einziger Kandidat an. Mit 86,94 Prozent der abgegebenen Stimmen wurde er zum Bürgermeister gewählt. Zur Kommunalwahl am 13. September 2020 trat er nochmals als einziger Kandidat an und wurde mit einem Stimmenanteil von 81,2 Prozent in seinem Amt bestätigt.
Ulrich Stücker wohnt in Gummersbach.

## Mitgliedschaften
Überregional engagiert sich Stücker als Mitglied in Fachausschüssen des Städte- und Gemeindebundes Nordrhein-Westfalen, etwa im Ausschuss für Umwelt und Verbraucherschutz. Als Stadtplaner gehört er der nordrhein-westfälischen Architektenkammer an. Darüber hinaus ist er Mitglied der Deutschen Akademie für Städtebau und Landesplanung (DASL).

## Auszeichnungen
2015 zeichnete Gummersbach seinen früheren Ersten Beigeordneten Ulrich Stücker mit dem Ehrenring der oberbergischen Kreisstadt aus. Zuteil wurde ihm die hohe Würdigung vor allem aufgrund seiner Verdienste um die Revitalisierung einer 18 Hektar großen Industriebrache, des „Steinmüllergeländes“. In seiner Laudatio bemerkte Gummersbachs Bürgermeister Frank Helmenstein, Stücker habe „Gummersbach zu Urbanität und Zentralität verholfen“.